# 紹平
紹平（しょうへい）は、ベトナム後黎朝の太宗が使用した元号。1434年 - 1439年。

## 西暦との対照表
| 紹平 | 元年   | 2年    | 3年    | 4年    | 5年    | 6年    |
| 西暦 | 1434年 | 1435年 | 1436年 | 1437年 | 1438年 | 1439年 |
| 干支 | 甲寅   | 乙卯   | 丙辰   | 丁巳   | 戊午   | 己未   |